# Estadio Delmi
El Polideportivo Ciudad de Salta, más conocido como Estadio Delmi (abreviación de “Del Milagro” en honor a la Virgen del Milagro), se encuentra ubicado a 1,5 km de la plaza 9 de julio, en la zona oeste de la ciudad de Salta, más precisamente sobre Avda. Ibazeta esquina Necochea del Barrio 20 de Febrero de la ciudad, en la provincia de Salta, norte de la República Argentina.

## Descripción
Construido en apenas 180 días por la empresa cordobesa Astori Construcciones S.A. por encargo del gobierno nacional bajo la presidencia de Raúl Alfonsín, el mismo es el principal estadio cubierto o cerrado de la provincia de Salta y el más grande de la ciudad; se inauguró oficialmente el 28 de junio de 1986 para el Campeonato Argentino de Básquet.
El mismo fue uno de tres estadios gemelos que realizó el gobierno con similares características y por la misma empresa, quien también está a cargo de su supervisión estructural cada cuatro años. Un segundo fue construido en la provincia de Córdoba y el tercero en la La Rioja, hoy conocido como “Polideportivo municipal Carlos Saúl Menem”. 
El polideportivo es utilizado principalmente para competencias de básquetbol, vóleibol, boxeo, artes marciales y fisiculturismo así como también para conciertos, mítines políticos y reuniones religiosas entre otras actividades, aunque se hizo famoso por haber sido sede de importantes eventos deportivos y artísticos entre los que se destacan el mundial de vóley, mundial de básquet, la disputa de 6 títulos mundiales de boxeo y diferentes espectáculos artísticos y deportivos de máximo nivel.
Con una superficie cubierta de 6.300 m² y un predio de 4 ha, puede albergar 3070 personas en las plateas (con butacas) y 7000 localidades en las populares (paradas), convirtiéndose en uno de los de mayor capacidad del país.

## Microestadio
Construido posteriormente y con una superficie cubierta de 1800 m², el microestadio se ubica sobre el lado izquierdo contiguo al polideportivo.
Ubicado más precisamente en calle O'Higgins 1550 este se encuentra en el mismo predio y se utiliza como complemento del Estadio Delmi.

## Servicios
- Polideportivo:

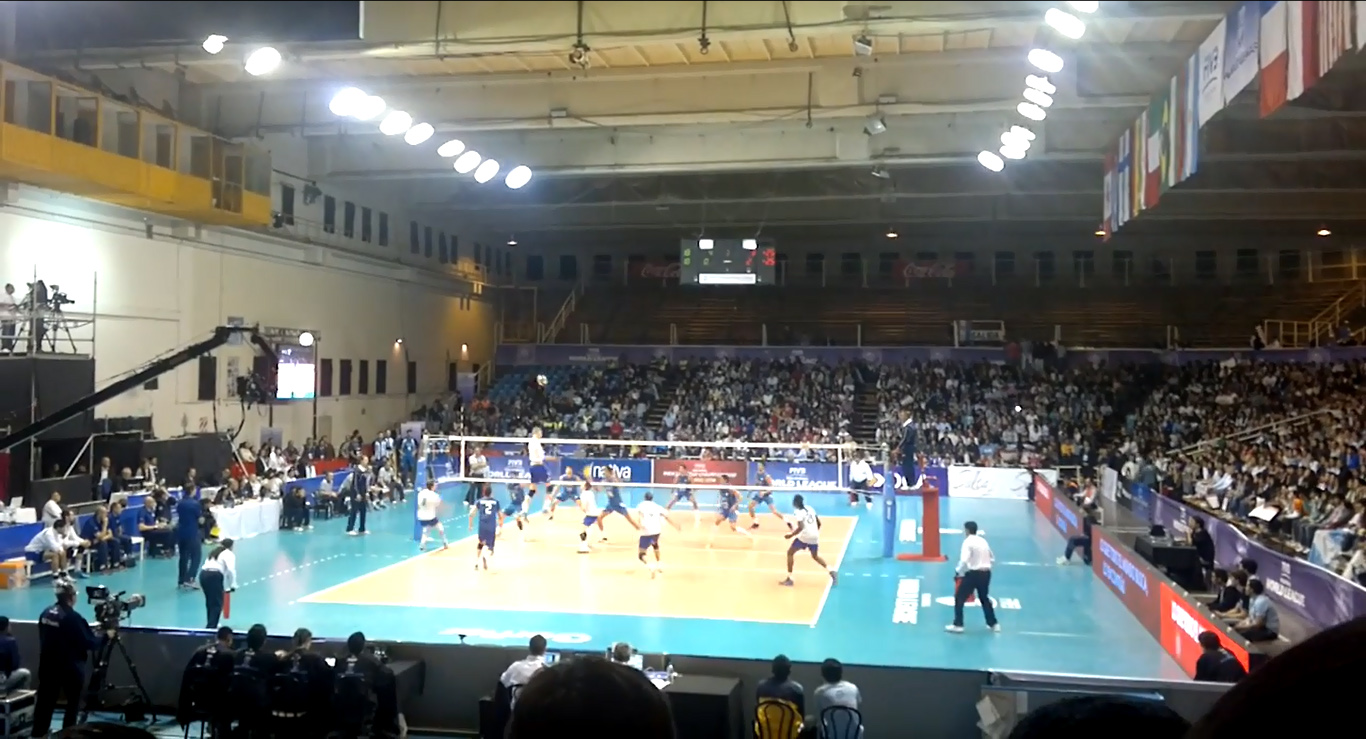
Partido internacional de vóley disputándose dentro del polideportivo

  - Dos vestuarios con duchas, calefacción y aire acondicionado.
  - Lockers individuales.
  - Tribunas con butacas.
  - Baños públicos.
  - Cabinas de transmisión.
  - sala VIP de 80 m².
  - Sala de prensa.
  - WIFI
  - Boleterías.
  - 9 bocas de acceso.
  - Más de media docena de vías de escape o salidas de emergencia con apertura antipánico.
  - Playa de estacionamiento para 380 vehículos.
  - Predio con cercado perimetral.
- Microestadio cerrado.
- Skate park.
- Bike park.
- Canchas de fútbol.

## Accesibilidad
Ubicado en Av. Ibazeta 1550 de la ciudad de Salta, el estadio cuenta también con un microestadio cubierto, canchas de fútbol, un skate park y un bike park ; todos a cielo abierto.
A 14 cuadras de la plaza principal (plaza 9 de julio) puede accederse en taxi o en transporte público de pasajeros a través de la línea 3C.